# Infonautics
Infonautics è stata una società informatica di servizi, fondata nel 1992 da Marvin Weinberger e Josh Kopelman a Wayne, in Pennsylvania.
L'azienda realizzò Homework Helper per la Prodigy, l'aggregatore Encyclopedia.com, Electric Library e CompanySleuth.

Il quotidiano The Philadelphia Inquirer la descrisse come una delle più importanti società informatiche esistenti nell'area di Filadelfia.
Nel 1996 si quotò come public company al NASDAQ di New York., finché l'incorporazione in Tucows con la tecnica del reverse takeover non ne determinò il delisting nel 2001. Il 26 agosto 2002, Tucows cedette eLibrary e Encyclopedia.com a HighBeam Research.